# O Fantasma da Ópera (filme de 1943)
The Phantom of the Opera (br/pt: O Fantasma da Ópera ) é um filme estadunidense de 1943, do gênero terror, dirigido por Arthur Lubin.

## Sinopse
Erik, um violinista da orquestra da ópera de Paris se apaixona por Christine, uma  corista. Ela porém tem pouco talento, e ele anonimanente paga por aulas de canto para ela. Mesmo ganhando bem na orquestra o músico vive modestamente, pois gasta todas as suas economias pagando o melhor professor para Christine. Aos poucos, Erik vai perdendo sua capacidade de tocar violino, tornando-se um músico mediano e é despedido da orquestra. Então ele se volta para sua o trabalho de composição que havia dedicado sua vida a criar. Mas sua canção é roubada, e enquanto tenta recuperar suas partituras, sofre um acidente com ácido, tendo o rosto totalmente deformado. Assim, o músico se esconde no teatro, de onde começa a orquestrar um plano para conquistar Christine e mostrar seu talento para o mundo, no caminho comete alguns assassinatos, sequestra Christine e acaba sendo morto por um desabamento no subsolo do teatro.

## Outras versões do filme
- O Fantasma da Ópera (1925), de Rupert Julian
- O Fantasma da Ópera (1962), de Terence Fisher
- The Phantom of the Opera (1989), de Dwight H. Little
- The Phantom of the Opera (1990), minissérie de Tony Richardson
- The Phantom of the Opera (1998), de Dario Argento
- O Fantasma da Ópera (2004), de Joel Schumacher